# Успенская церковь на Монастырщенке
Успенская церковь на Монастырщенке — церковь XIX века в Воронеже на левом берегу реки Воронеж в бывшей слободе Монастырщенке (не путать с одноимённой Успенской церковью XVI века на правом берегу в том же городе).

## Предыстория
Поселение слободы Монастырщенка образовалось в начале XVII века. Ещё в 1615 году на этом месте располагалась деревеня Клементьевка, которая принадлежала Успенскому монастырю. В 1700 году Успенский храм упразднили, а деревня Клементьевка стала находиться в ведении Алексеево-Акатова монастыря. Указом императрицы Екатерины II от 1764 года церковь была лишена своих земель, а крепостные и монастырские крестьяне приписаны к государственным. В Монастырщенку переселились потомки удельных крестьян из Боровского уезда Калужской губернии, и её часть стали называть Боровской.
До середины XIX века в слободе не было церкви. Ближайшие храмы находились в губернском городе и волостной слободе Придаче. В 1861 году в Монастырщенке насчитывалось 177 дворов (524 мужчины и 608 женщин). Назрела объективная необходимость строительства церкви.

## История
Новую церковь в слободе Монастырщенка решили строить местные жители в сороковых годах XIX века с благословения архиепископа Воронежского и Задонского Игнатия (Семёнова). Финансировалось строительство полностью за счёт пожертвований, записанных в «сборной книге». В 1848 году, после сбора необходимой суммы денег, церковь построили. Тот, кто внес наибольшую сумму считался строителем храма. Им был крестьянин Иосиф Васильевич Синицин, позже он стал церковным старостой и являлся им в течение 15 лет. С благословения Высокопреосвященнейшего Парфения, архиепископа Воронежского и Задонского, в трапезной появились приделы в честь апостола Иоанна Богослова и преподобного Сергия Радонежского (два года спустя). Один из них появился благодаря купцу Сергею Петровичу Ефимову, пожертвовавшему свои средства. Позже у церкви появилось приходское кладбище, отгороженное от мирской жизни стеной.
В открывшемся храме несли службу священник и два причетника, живущих «доброхотными подаяниями от крестьян». Успенская церковь владела 34 десятинами земли. В 1851 году вокруг храма началось строительство домов.

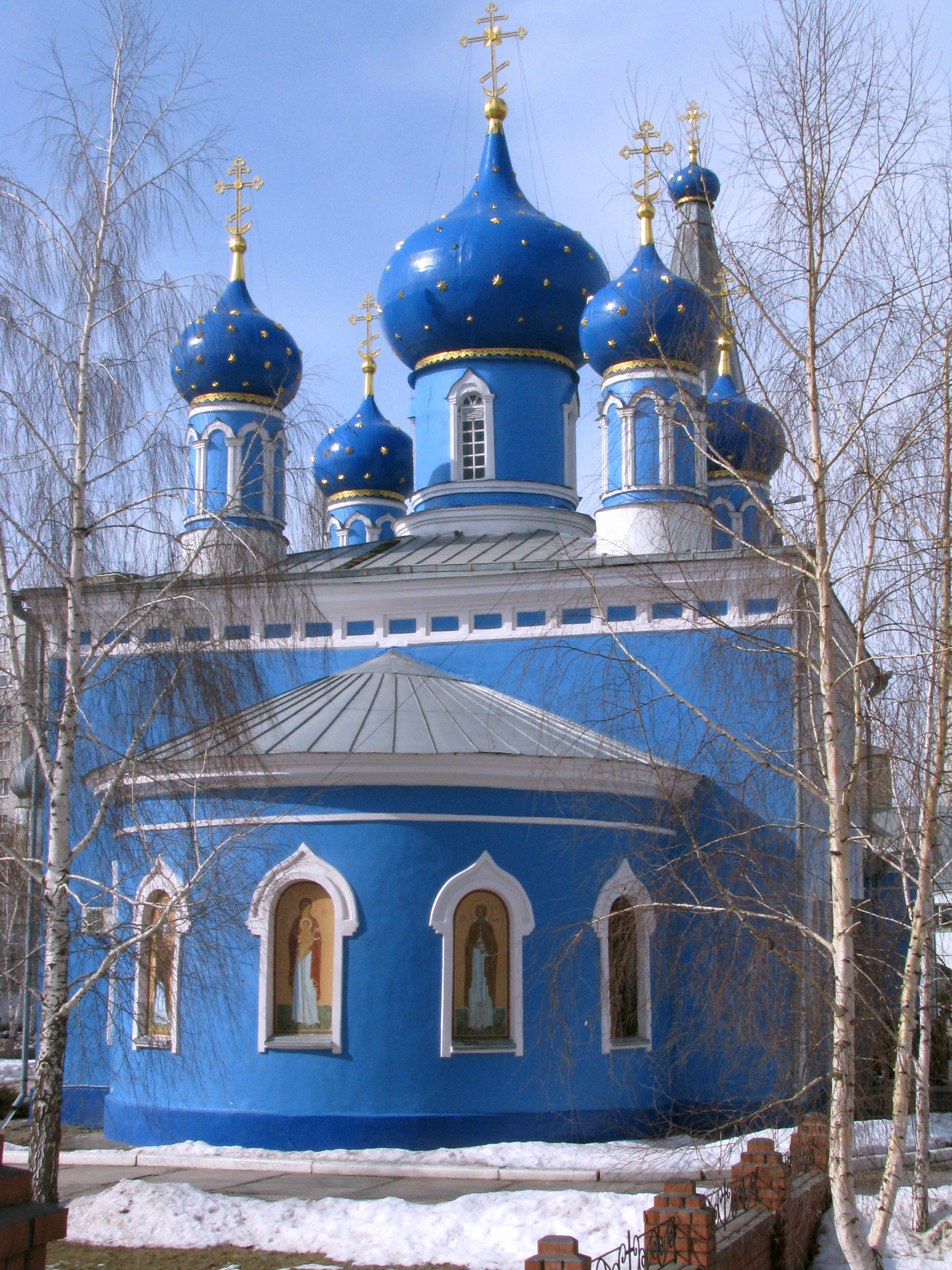
Успенская церковь

Священником в Успенской церкви в 1853—1868 годах служил Александр Матвеевич Зайцев. За время это службы его ненадолго подменяли трое выпускников духовной семинарии. В 1869 году священник храма сменился. Им стал Павел Дионисьевич Троицкий. С его приходом началось ведение летописи Успенской церкви. В ноябре 1872 года отца Павла перевели в село Касторное, а на его место поставили священника Николая Скрябина. Но уже в августе 1873 года отец Павел вернулся в храм Монастырщенской слободы. В том же году в штате начал числиться псаломщик, а двух причетников исключили из него.
В том же году провели ремонт храма, полностью за счёт пожертвований — 1600 рублей. В церкви подреставрировали иконостасы, провели систему отопления, полностью её расписали. При церкви работала лавка, доход которой составлял до 60 рублей в год. Но в основном храм существовал за счет средств прихожан. Так, крестьянин Яков Воронков передал храму священнические одеяния, купец Харин завещал в 1875 году вклад в Воронежском городском общественном банке в сумме 250 рублей (проценты от него шли на нужды церкви), братья Семен (церковный староста с 20 апреля 1884 года) и Тихон Хреновы в 1883 году передали икону святого Пантелеимона на кипарисовой доске работы мастеров Афонского Пантелеимоновского монастыря.
В слободе 20 декабря 1883 года было открыто сельское приходское училище. В нём обучались 67 мальчиков и две девочки. Первый учитель — Варвара Михайловна Иосифова.
В 1884 году в церкви была взломана оконная решетка у алтаря и похищены некоторые серебряные ценности храма. Воров найти так и не удалось.
Архимандрит Димитрий (Самбикин) в написанной им в 1886 году книге о храмах Воронежской и Задонской епархии упомянул Успенский храм, что указывает на значимость храма в духовной жизни.
С 1888 года в Успенском храме начинают вести регулярную летопись, так как это обязывал делать соответствующий указ Воронежской духовной консистории. Из летописей доподлинно известно, что в этот год приход насчитывал 1357 человек, в том числе «четыре души женска пола раскольников поповщинской секты». Но последние благосклонно принимали и не пытались очернить православие. Население за год увеличилось на 82 новорожденных, а умерших было 59 человек. Жители слободы выращивали хлеб, ловили рыбу, выращивали овощи и фрукты, вели торговлю на городском рынке.
9 июня 1889 года церковь посетил епископ Воронежский и Задонский Вениамин (Смирнов). Отмечается, что во время посещения епископ обратил особое внимание на икону Святого Пантелеимона.
Взамен старой в марте 1898 года началось строительство новой каменной приходской школы. Освятили её 6 сентября 1899 года. В 1902 году в церкви начался ремонт, все ценности были вынесены в другое помещение. В 1903 году храм снова подвергся попытке ограбления, но ремонт ещё продолжался и ничего ценного там не было. За 1904—1907 годы церковная летопись утеряна.
Из летописей за 1908 год известно, что из храма уволился отец Павел Троицкий, прослуживший 39 лет. На его место перевели священника Тимофея Тростянского, до этого служившего в селе Верхняя Катуховка. Отец Павел скончался через два года после ухода со службы в доме дочери в Воронеже, когда ему было 78 лет. Похоронен он на территории Успенского храма.

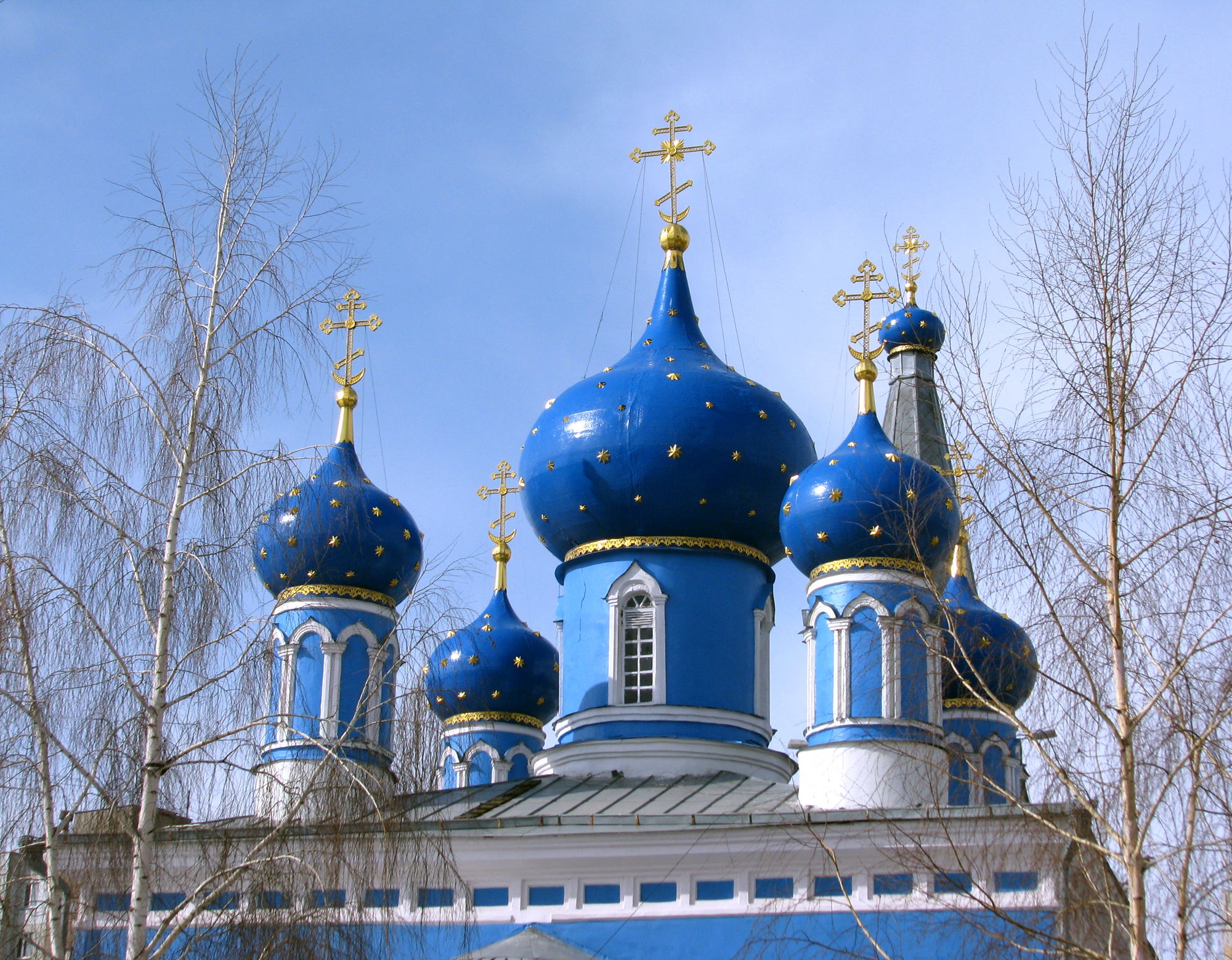
Купола Успенской церкви

В 1909 году в слободе зафиксирована вспышка скарлатины. Священник Тимофей заявил об этом в земскую управу, но действий со стороны государственных органов не последовало. Умерло много детей, «количество умерших мужского пола едва не превысило количество родившихся».
В 1914 году при церкви образовали попечительство в помощь семьям запасных, ушедших на войну. В этом же году в честь праздника Пятидесятницы в храме появилась новая икона Святой Троицы, помещенная в главном алтаре напротив горнего места.
В 1914 году летопись Успенской церкви обрывается, следующих 11 страниц нет. В 1930 году слобода Монастырщенка включена в город Воронеж, и Успенская церковь подлежала закрытию.
Летом 1937 года НКВД при помощи агентов из обновленческого духовенства попытался «ликвидировать церковь и духовенство в с. Монастырщенка под городом», но попытка сорвалась. В 1939 году церковь закрыли «из-за отсутствия верующих и средств содержать и производить ремонт».
В Успенской церкви планировали создать храм Дома обороны по инициативе работников завода № 18, но, хотя решение и было принято, через год здесь разместили общежитие завода «Нефтегаз». Во время Отечественной войны в Успенском храме размещался сухарный завод. После войны церковь несколько раз меняла владельцев. Кто-то из них приказал снести верхние ярусы колокольни. Долгое время храм использовали как хранилище соли.
В 1987 году усилиями жителей Воронежа началось возрождение церкви. «Двадцатка» прихожан собирала подписи за восстановление храма. Всего набралось 2500 подписей. Чтобы получить разрешение на открытие храма пришлось несколько раз ездить в Москву. В одной из такой поездок прихожане устроили встречу с митрополитом Воронежским и Липецким Высокопреосвященнейшим Мефодием. Он благословил и поддержал начинания «двадцатки». До этого момента госвласти намеревались устроить в храме музыкальную школу.
В июле 1989 года храм открыли. Две недели прихожане не могли найти хозяина склада соли, оставленной в храме. Передача церкви епархии состоялась в августе 1989 года. Перед этим было разрушено приходское кладбище в соответствии с распоряжением местных госорганов. В день Воздвижения Креста Господня, 26 сентября того же года состоялась первая служба. Все восстановительные работы были завершены в 1994 году. Стены расписал московский иконописец Николай Иванович Асташев.
С 1989 по 1994 годы настоятелем храма являлся Василий Зализняк, позже он ушёл в Покровский кафедральный собор. В период 1994—1996 гг. настоятелем был протоиерей Владимир Урываев. В сентябре 1996 года место настоятеля занял протоиерей Василий Попов.
В 1993 году во дворе церкви было построено и открыто духовное училище с благословения Митрополита Воронежского и Липецкого Мефодия. Строительство выполнялось по проекту архитектора А. Г. Федорца. Решением Священного Синода от 17 июля 1997 года училище преобразовали в духовную семинарию. Первый выпуск семинарии состоялся в мае 1996 года, выпускалось 26 юношей и 3 девушки. Ректором семинарии до 1994 года был священник Александр Домусчи, после — кандидат богословия протоиерей Василий Попов. В семинарии изучаются клиросное пение и чтение, пономарство, произносятся проповеди.

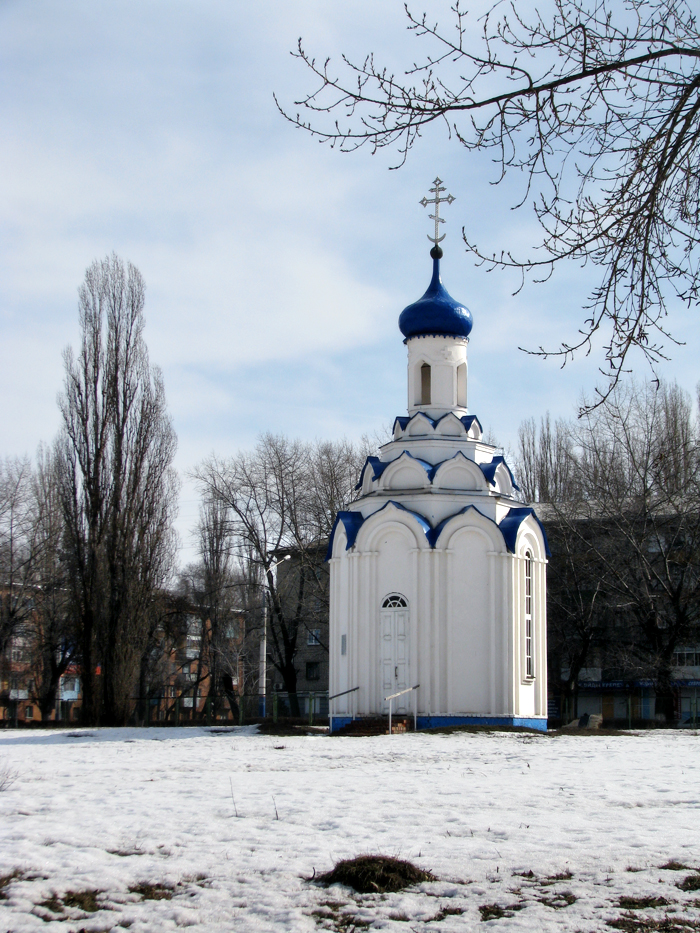
Часовня Успенской церкви

При семинарии действует библиотека, доступная для мирян, и существует воскресная школа для детей и взрослых, проводятся художественные выставки. Настоятель храма Василий Попов в свободное от службы время занимается живописью и иконописью.
В 1997 году в Успенском храме побывал епископ Верейский, викарий Московской епархии, и. о. председателя Учебного комитета, ректор Московских Духовных академии и семинарии Преосвященнейший Евгений.
Во время своего первосвятительского визита Патриарх Московский и всея Руси Алексий II 16 ноября 1998 года посетил Успенский храм. Он благословил преподавателей и студентов семинарии, сказал им напутственное слово и подарил семинарии много новоизданных книг. В дар Патриарху от Успенского храма была подарена написанная учащимися икона, недавно изданная летопись церкви и картина ректора семинарии с изображением скал в округе Дивногорского монастыря.
При семинарии издаётся журнал «Образ».
В ограде храма была возведена часовня в память об упокоившихся на уничтоженном приходском кладбище.
Правящий архиерей ежегодно совершает богослужения в Успенском храме в день престольного праздника Успения Пресвятой Богородицы (28 августа), во время Рождественских святок, на первой седмице Великого Поста, на Пасхальной Седмице и в памятные дни Духовной школы.

## Адрес
Храм в честь Успения Пресвятой Богородицы 

Воронеж, Ленинский проспект, 41 

тел. (4732) 49-20-20